# Kitang 2 og Luz
Kitang II og Luz (Kitang 2 & Luz), är en barangay i kommunen Limay, Filippinerna. Kommunen ligger på ön Luzon, och tillhör provinsen Bataan.

## Barrio
Kitang 2 og Luz delas in i 8 barrio
- Garcia Subdivision
- Kitang 2
- Barrio Luz
- Marcos Village
- Marsteel
- Quezon
- Sitio Tangke
- Villa Eleanor